# Bosc-Bénard-Crescy
 Bosc-Bénard-Crescy  là một xã thuộc tỉnh Eure trong vùng Normandie miền bắc nước Pháp.